# Aderenza migliorata

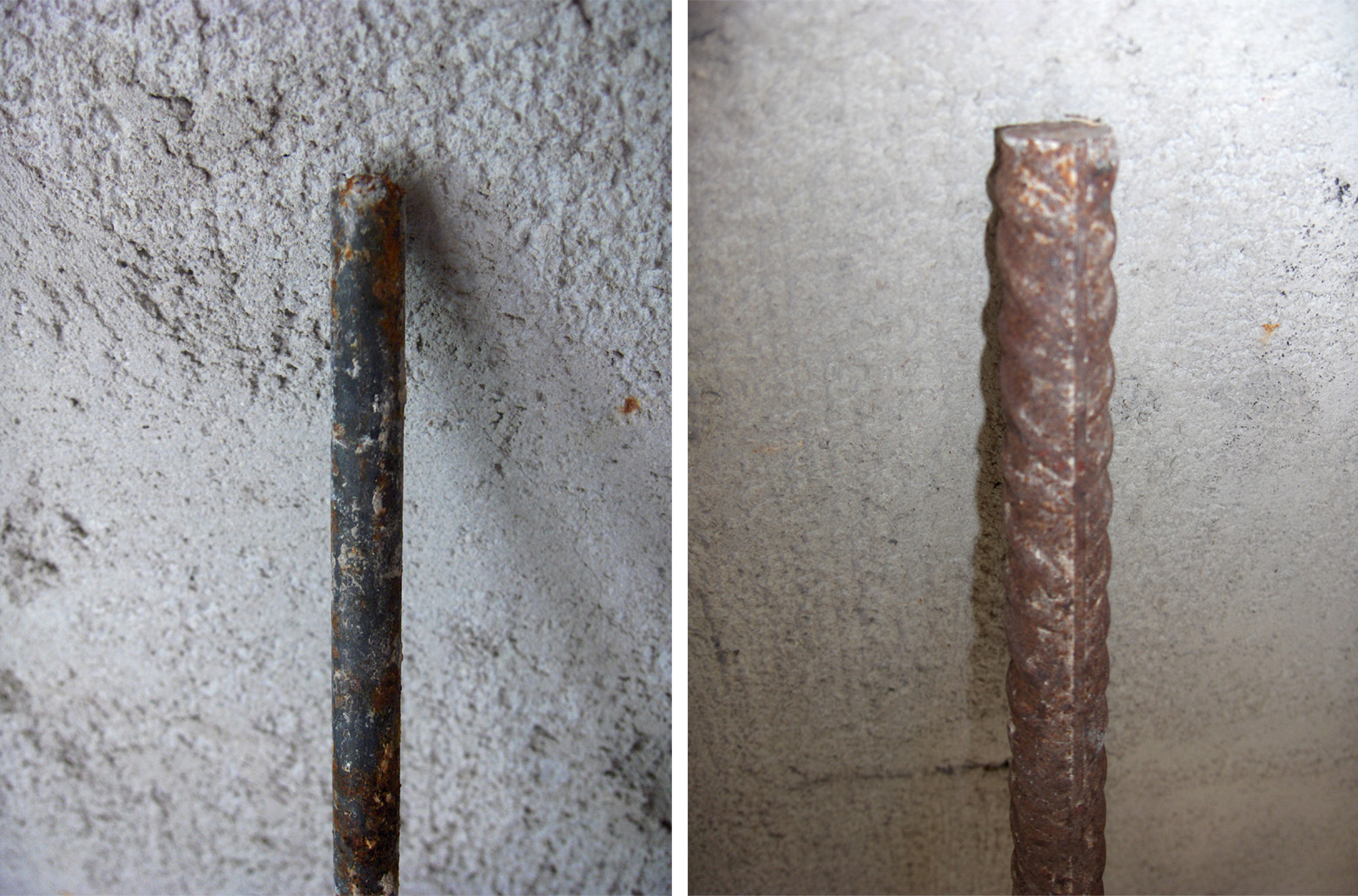
A sinistra le barre lisce, ormai cadute in disuso, a destra le barre ad aderenza migliorata. L'andamento dell'elica è studiato in modo da impedire che la barra si sviti all'interno del calcestruzzo

Con aderenza migliorata si intende una tecnica per rinforzare le armature del calcestruzzo armato.

## Definizione
È la comune definizione per le barre di acciaio da armatura oggi utilizzate nella produzione di calcestruzzo armato (imprecisamente noto come cemento armato). La definizione si riferisce alle nervature presenti lungo la barra (che impediscono lo scorrimento reciproco fra acciaio e calcestruzzo) e che le distinguono dalle barre lisce ormai in disuso. Vi sono due tipi di nervature: inclinate o ad elica (twisted bar).

## Dettagli
La disposizione delle nervature non è casuale, su un lato della barra è infatti indicato, tramite un codice convenzionale, il produttore della barra stessa. Inoltre la particolare disposizione indica se il materiale può essere saldato.

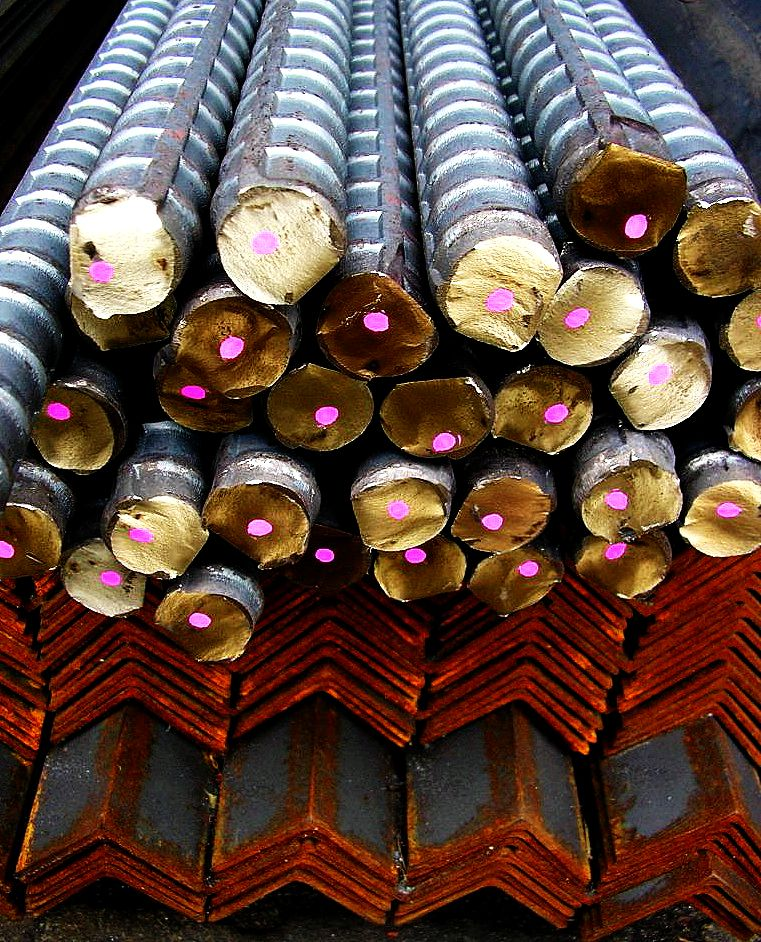
Barre con la nervatura per aderenza migliorata (barre a nervatura inclinata)